# Scandal (альбом)
Scandal - дев'ятий студійний альбом української співачки Тіни Кароль, випущений 30 вересня 2022 року. Альбом створений Тіною Кароль у співавторстві з Аркадієм Олександровим. Над адаптацією тексту працювала Яна Майорнікова. Це перший альбом виконавиці англійською 

## Опис
Тіна Кароль представила англомовну версію свого хіта «Скандал» та новий альбом з однойменною назвою. У англомовний альбом "Scandal" увійшло 9 треків, написані в 2020-2021 . Автором пісень є Тіна Кароль у співавторстві з композитором Аркадієм Олександровим. Над адаптацією тексту англомовного альбому, працювала Яна Майорнікова .
“Нарешті альбом готовий. Ви можете слухати його на всіх платформах. Чекаю на відгук”, – оголосила Кароль у своєму Instagram.
До альбому також увійшли інші російськомовні треки артистки з альбомів "Красиво" і "Двойной Рай", перекладені англійською мовою. Серед них і нова україномовна композиція "Вільні. Нескорені", яка стала першим синглом співачки з початку повномасштабної війни

## Список композицій
| Стрімінг | Стрімінг          | Стрімінг                                          | Стрімінг                         | Стрімінг   |
| #        | Назва             | Автор слів                                        | Автор музики                     | Тривалість |
| -------- | ----------------- | ------------------------------------------------- | -------------------------------- | ---------- |
| 1.       | «Scandal»         | Тіна Кароль, Аркадій Олександров, Яна Майорнікова | Тіна Кароль, Аркадій Олександров | 2:55       |
| 2.       | «Mad Love»        | Тіна Кароль, Аркадий Олександров, Яна Майорнікова | Тіна Кароль, Аркадій Олександров | 2:42       |
| 3.       | «Lovers»          | Тіна Кароль, Аркадий Олександров, Яна Майорнікова | Тіна Кароль, Аркадій Олександров | 2:44       |
| 4.       | «Crazy»           | Тіна Кароль, Аркадій Олександров, Яна Майорнікова | Тіна Кароль, Аркадій Олександров | 3:16       |
| 5.       | «Good Guy»        | Тіна Кароль, Аркадій Олександров, Яна Майорнікова | Тіна Кароль, Аркадій Олександров | 3:08       |
| 6.       | «Secret»          | Тіна Кароль, Аркадій Олександров, Яна Майорнікова | Тіна Кароль, Аркадій Олександров | 3:52       |
| 7.       | «2bl Paradise»    | Тіна Кароль, Аркадій Олександров, Яна Майорнікова | Тіна Кароль, Аркадій Олександров | 3:17       |
| 8.       | «Life is Great»   | Тіна Кароль, Аркадій Олександров, Яна Майорнікова | Тіна Кароль, Аркадій Олександров | 3:24       |
| 9.       | «I See the Light» | Тіна Кароль, Аркадій Олександров, Яна Майорнікова | Тіна Кароль, Аркадій Олександров | 3:25       |
| 28:43    |                   |                                                   |                                  |            |